# DREAM GATE
DREAM GATEはミュージックバードにて2009年4月5日から2013年9月29日まで放送されていた番組である。放送時間は毎週日曜日22:00-24:00（JST）。2010年より生放送で行われていた。

## 概要
東武志がメインとなり劇団などで活躍している人のインタビューなどを紹介していく。番組へのメッセージはdgate99@yahoo.co.jpで受け付ける。

## 出演
- 東武志
- ミユキ

ロックバンド「エレジー」のボーカル。番組前半のアシスタントを務める。
- 伊吹唯

シンガーソングライター。後半のアシスタントを務める。

## タイムテーブル
- 22:00-22:20 オープニング。及び東とミユキによるトーク。
- 22:20-22:30 OTOME GATE
- 22:30-22:45 ぬばたまコーナー
- 22:45-23:00 東による告知
- 23:00-23:20 劇団トーク(コーナー名は告げられないが便宜上コーナー名をつけるものとする)
- 23:20-23:30 ぬばたまコーナーパート2
- 23:30-23:55 東が後半アシスタントの伊吹とトークをする
- 23:55-24:00 エンディング

## コーナー
- OTOME GATE

ミユキと伊吹によるトークコーナー。「乙女による乙女のためのトークコーナー」であり基本的に男子禁制。このコーナーの間は東は一切出演しない。
- ぬばたまコーナー

東が公演「ぬばたまの淵」で世話になる人、なった人をゲストとして招きトークをする。公演が終わった段階で別のコーナーに移行する可能性がある。
- 劇団トーク

東が自身の周辺にいる劇団員をゲストとして招きトークをする。必ずしも公演の関係者や話題ではない。